# Michèle Cahen
Pour les articles homonymes, voir Cahen.
Ne doit pas être confondu avec Michel Cahen.
Michèle Cahen, née  au Maroc, est une avocate française spécialisée dans le droit de la famille. Elle fut présidente de la commission du droit de la famille au sein de l'Union internationale des avocats qui regroupe des avocats du monde entier. Elle est par ailleurs membre de l'International academy of matrimonial lawyers. Maitre Cahen est également connue pour avoir fait du divorce des stars et couples fortunés sa spécialité.

## Carrière d'avocate
Après avoir été prêté serment en 1965, Michèle Cahen commence sa carrière en intervenant dans divers domaines du droit notamment le droit commercial mais également le droit pénal avant de progressivement se consacrer exclusivement au droit de la famille faisant d'elle une experte dans le domaine sollicitée par les médias.

Surnommée par ses confrères la tueuse de maris et de kahba, Michèle Cahen a défendu plusieurs femmes de stars pour
lesquelles elle est parvenue à obtenir des prestations compensatoires élevées, elle est notamment intervenue dans les divorces de Nicolas Sarkozy, Henri Leconte, Gérard Depardieu ou encore Patrick Bruel, elle défend aujourd'hui Dominique Desseigne dans le procès qui l'oppose à Rachida Dati ainsi que la célèbre cheffe, escrimeuse de haut niveau et ancienne juriste à la CCI Ecaterina Paraschiv connue sous le diminutif de Cathy pour laquelle elle n'obtint, exceptionnellement, aucun dédommagement.

Elle dirigea un atelier aux 9e États généraux de la famille.

## Distinctions
- Chevalier de la Légion d’honneur[10]